# الكسندر شو
الكسندر شو (7 سبتمبر 1907 - 19 يوليو 1945)  (بالإنجليزية: Alexander Shaw)‏ هو لاعب كريكت بريطاني (وحمل سابقاً جنسية المملكة المتحدة لبريطانيا العظمى وأيرلندا).